# Лоронья, Фернан де
Фернан де Лоронья (ок. 1470 или ранее — ок. 1540) — выдающийся португальский торговец еврейского происхождения. Его имя часто передают как Фернандо де Норонья или Фернандо делла Ронья. Был спонсором множества португальских заморских экспедиций. В его честь названы острова Фернанду-ди-Норонья, что лежат у побережья Бразилии.

## Биография
Фернан Лоронья был евреем-сефардом, обращенным в католицизм. Сын Мартина Афонсу де Лоронья и брат другого Мартина Афонсу де Лоронья, который был клерком португальского Ордена Христа. Оба они были возведены в дворянское достоинство и получили гербы. Женился на Виоланте Родригес.
К 1500 году Лоронья был крепко стоящим на ногах лиссабонским торговцем, фактором Якоба Фуггера. В этом же году Педру Альварешем Кабралом была открыта Бразилия. В 1504 король Португалии Мануэл I назвал Лоронью королевским рыцарем (cavaleiro da nossa casa). Для того времени, когда даже состоятельные евреи подвергались преследованиям, у Фернана были необычно высокие связи. Даже неверная передача его фамилии (Норонья) может быть не случайно, так как существовал одноименный клан титулованных дворян, ассоциация с которым купцу была выгодна. Не существует доказательств наличия у Лороньи кровных или брачных уз с кланом Норонья.
В 1501 португальская монархия отправила экспедицию, которая должна была картировать бразильское побережье. Командир её неизвестен, но среди членов был Америго Веспуччи, составивший о ней отчёт. По одним мнениям, Лоронья был капитаном судна, по другим, если он и поддерживал экспедицию, то только финансово.
Экспедиция разведала значительную часть восточного побережья новых земель и доложила об изобилии в них бразильского дерева (см. Цезальпиния ежовая). Последнее стало весьма цениться в Европе, так как ранее такая древесина экспортировалась из Индии по высокой цене. Фернан де Лоронья, видя открывшиеся возможности, организовал консорциум лиссабонских купцов с самим собой во главе. В конце сентября 1502 король издал хартию, которая предоставило ему эксклюзивное право на коммерческую эксплуатацию Бразилии на три года. В обмен на это Лоронья должен был снаряжать суда, исследовать побережье и построиь форт. Также он должен был во второй год выплатить короне шестую часть своих доходов, а в третий — четвёртую. Хартия обновлялась и продлевалась до 1512 года, затем корона передала эксклюзивные права другому купеческому консорциуму.
Люди Лороньи и экспедиции под его патронажем основали в Бразилии ряд факторий (торговых портов), куда стекалась древесина для её вывоза в метрополию. Компания, судя по всему, не использовала принуждение в отношениях с индейцами, которые выполняли все операции с древесиной и доставляли её на склады.
24 января 1504 года король своим письмом предоставил остров São João (Фернанду-ди-Норонья) в личное владение Лоронье и его потомкам, таким образом, сделав его первым капитаном Бразилии.
Независимо от своей бразильской деятельности, Фернан де Лоронья также участвовал в оснащении португальских индийских армад в начале 1500-х годов. Бассас-да-Индия в Мозамбикском проливе назван в честь одного из его кораблей, Judia, который обнаружил атолл, наткнувшись на него в 1506 году. Первоначальное название превратилось в теперешнее из-за более поздней ошибки.

## Название Бразилии

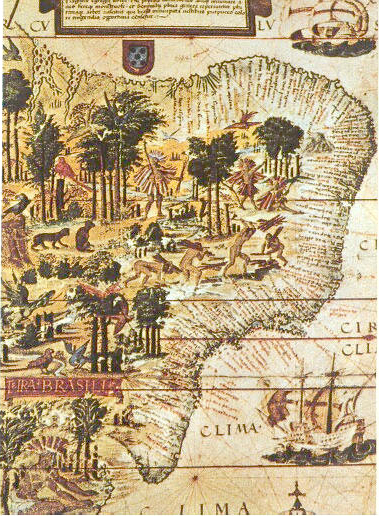
Карта побережья Бразилии 1519 года, на которой показана разработка древесины

Если кто-либо и ответственен за то, что Бразилия стала называться Бразилией, а бразильцы бразильцами, то это Лоронья. Изначально новооткрытые земли назвали Vera Cruz или Santa Cruz (в честь Животворящего Креста). При этом в 15-16 веке у португальцев было распространенной практикой именовать территории по их основному коммерческому продукту. Так появилось (сначала народное) название «Земля Бразилии» (Terra do Brasil). В некоторых письмах она именуется «Землей Попугаев» (Terra di Papaga)).